# Ochsenhausen
Ochsenhausen is een plaats in de Duitse deelstaat Baden-Württemberg, en maakt deel uit van het Landkreis Biberach.
Ochsenhausen telt 8.935 inwoners.

## Geschiedenis
De geschiedenis van Ochsenhausen is nauw verbonden met het klooster van de voormalige Benediktijner Rijksabdij Ochsenhausen. De eerste kloosterkerk werd in 1093 gewijd. De huidige kloosterkerk werd tussen 1489 en 1495 onder abt Simon Langenberger gebouwd. Van 1615 tot 1618 volgde onder abt Johannes Lang de nieuwbouw van het kloostergebouw. Van 1783 tot 1789 werden er onder abt Romuald Weltin een bibliotheekzaal en een kloosterzaal aan toegevoegd.
In 1950 kreeg Ochsenhausen stadsrechten. Vanaf 1980 werd de binnenstad gesaneerd en aan de moderne eisen aangepast.
Ochsenhausen is de thuisplaats van onder meer de professionele tafeltennisclub TTF Liebherr Ochsenhausen.

## Geboren in Ochsenhausen
- Joseph Gabler (1700-1771), orgelbouwer

Achstetten ·
Alleshausen ·
Allmannsweiler ·
Altheim ·
Attenweiler ·
Bad Buchau ·
Bad Schussenried ·
Berkheim ·
Betzenweiler ·
Biberach an der Riß ·
Burgrieden ·
Dettingen an der Iller ·
Dürmentingen ·
Dürnau ·
Eberhardzell ·
Erlenmoos ·
Erolzheim ·
Ertingen ·
Gutenzell-Hürbel ·
Hochdorf ·
Ingoldingen ·
Kanzach ·
Kirchberg an der Iller ·
Kirchdorf an der Iller ·
Langenenslingen ·
Laupheim ·
Maselheim ·
Mietingen ·
Mittelbiberach ·
Moosburg ·
Ochsenhausen ·
Oggelshausen ·
Riedlingen ·
Rot an der Rot ·
Schemmerhofen ·
Schwendi ·
Seekirch ·
Steinhausen an der Rottum ·
Tannheim ·
Tiefenbach ·
Ummendorf ·
Unlingen ·
Uttenweiler ·
Wain ·
Warthausen